# Seidner Mihály
Seidner Mihály (Rimóc, 1875. február 1. – Budapest, 1968. július 12.) Kossuth-díjas (1959) magyar villamosmérnök, gépészmérnök, energetikus, egyetemi tanár, a Magyar Tudományos Akadémia tagja (l: 1960). A műszaki tudományok doktora (1953).

## Életpályája
1899-ben a berlin-charlottenburgi műszaki egyetemen mérnöki oklevelet kapott. 1900–1901 között a berlini Union Elektrizitäts Gesellschaft mérnöke volt. 1901–1902 között az amerikai General Electric mérnökeként tevékenykedett. 1902–1903 között a Fort Wayne Electric Works mérnöke volt. 1903-ban visszajött Magyarországra. 1903–1919 között a budapesti Ganz Villamossági Rt. kísérleti laboratóriumának, majd erőműtervezési osztályának mérnöke volt. 1909-ben műszaki doktori oklevelet szerzett. Az 1917. július 1-én megalakult Ipari és Közlekedési Tisztviselők Országos Szövetsége (IKTOSZ) választmányi tagja, majd az 1918. november 17-én megalakult Alkalmazott Mérnökök Országos Szövetsége (AMOSZ) alelnöke lett. 1918-ban a Ganz-gyár üzemi tanácsának igazgatója volt. A Tanácsköztársaság idején (1919) a gyár termelési biztosa volt. A Tanácsköztársaság bukása után (1919) Csehszlovákiába emigrált. 1920–1928 között Beregszász, Munkács, Nagyszőllős, Tőketerebes és Ungvár műszaki vezetője volt. Hazatérve csak magánmérnökként tevékenykedhetett. 1960-ban a Magyar Tudományos Akadémia levelező tagja lett.

## Munkássága
Kezdeményezte és szervezte az ipari értelmiségi szakszervezet megalakítását. Tagja volt a tudományos műszaki tanácsnak. Tanulmánya jelent meg Az energiagazdálkodás címmel. Munkásságából kiemelkedik a villamosgépek folyadékhűtésére vonatkozó találmánya, főleg a kétpólusú turbógenerátorok forgó részeinél való alkalmazása. Az energiagazdálkodás köréből is számos találmánya ismeretes, gyakorlati munkáiból a tiszalúci vízi erőmű megépítése a legjelentősebb.

## Családja
Szülei: Seidner Samu és Lővy Eszter voltak. 1906. november 9-én, Balassagyarmaton házasságot kötött Berczel Lidiával (1886-?).
Sírja a Farkasréti izraelita temetőben található.

## Művei
- Az általános transzformátorkör és feszültségvektor-diagrammja közötti kapcsolat (Budapest, 1904)
- Energiewirtschaft (Berlin–Bécs, 1930)
- Folyadékhűtéses turbógenerátorok kifejlesztése (Budapest, 1961)

## Díjai
- Az I. középiskolai matematikai verseny I. díjazottja (1894)
- Munka Érdemrend (1955; arany: 1965)
- Kossuth-díj (1959)